# Domaines engagés
 (avril 2011).
Si vous disposez d'ouvrages ou d'articles de référence ou si vous connaissez des sites web de qualité traitant du thème abordé ici, merci de compléter l'article en donnant les références utiles à sa vérifiabilité et en les liant à la section « Notes et références ».
Dans l'Ancien Régime, les domaines engagés étaient des parties du domaine royal que le souverain avait attribué par acte d'engagement à un ordre. Ce pouvait être des personnes physiques (un seigneur ou un paysan), une personne morale (communauté ecclésiastique, etc...) qui bénéficiaient ainsi de la possession du bien : terre, forêt, droit d'eau, etc.
Les engagements étaient faits à titre gratuit ou onéreux (rente). Ils ne pouvaient être que temporaires mais certains étaient perpétuels sauf révocation toujours possible au moyen d'un édit. La révocation donnait lieu au remboursement des frais que les détenteurs (les engagistes) justifiaient avoir exposés. En 1771, les domaines engagés firent théoriquement retour à la Couronne mais les difficultés financières y firent obstacle en pratique.
L'Assemblée nationale décida que les contrats d'engagement postérieurs à 1566 étaient susceptibles de rachat. En fait la question donna lieu à de multiples difficultés juridiques mais aussi sociales et politiques, beaucoup d'engagistes n'étant pas nobles.
Finalement une loi du 14 ventôse an VII (4 mars 1799) décida que les engagistes pourraient recevoir la propriété incommutable du bien en payant le quart de la valeur à la République. En 1820 il y eut une mesure encore plus favorable, le bénéfice de prescription fut accordé à la plupart des engagistes. Néanmoins durant tout le XIXe siècle l'Administration de l'Enregistrement, des Domaines et du Timbre eut à gérer des affaires complexes liées à la liquidation des domaines engagés.

## Note
- Source: M. Gaudry, Traité du Domaine. Paris 1862.